# دین جاگر
دین جفریز جاگر (انگلیسی: Dean Jeffries Jagger؛ ۷ نوامبر ۱۹۰۳ – ۵ فوریه ۱۹۹۱) هنرپیشه سینما، تلویزیون و تئاتر اهل ایالات متحده آمریکا بود.

## جوایز
- جایزه اسکار بهترین بازیگر نقش مکمل مرد (۱۹۴۹)

## فیلم‌شناسی
- بزن‌بکوب! (۱۹۳۰)
- بریگم یانگ (۱۹۴۰)
- وسترن یونیون (۱۹۴۱)
- ستاره قطبی (۱۹۴۳)
- خواهر کنی (۱۹۴۶)
- دوازده ساعت پرواز (۱۹۴۶)
- تحت تعقیب (1947)
- پسرم جان (۱۹۵۲)
- ردا (۱۹۵۳)
- روز بد در بلک راک (۱۹۵۵)
- شاه کروئل (۱۹۵۸)
- داستان راهبه (۱۹۵۹)
- المر گنتری (۱۹۶۰)
- نقطه گریز (۱۹۷۱)
- بازی مرگ (۱۹۷۸)
- الیگاتور (۱۹۸۰)